# 霍姆斯特德 (加利福尼亞州莫多克縣)
霍姆斯特德（英語：Homestead）是位於美國加利福尼亞州莫多克縣的一個非建制地區。該地的面積和人口皆未知。

## 地理
霍姆斯特德的座標為41°54′49″N 121°25′23″W / 41.91361°N 121.42306°W，而該地的平均海拔高度為1230米（即4035英尺）。